# Коста Спаић
Коста Спаић (Загреб, 21. јануар 1923 — Загреб, 22. април 1994) био је југословенски позоришни редитељ, преводилац и универзитетски професор.

## Биографија
Завршио филозофски факултет и Музичку академију у Загребу.
Блиско је сарађивао са др Бранком Гавелом.
Био је интендант Хрватског народног казалишта.
Допринео је развоју Дубровачких љетних игара и био је уметнички директор игара.
Предавао је на Академији драмске умјетности и обављао је функцију ректора Академије од 1962. до 1970.
Бавио се превођењем са француског, италијанског и енглеског језика.
Постављао је представе на свим позоришним сценама Хрватске, као и широм Европе и Америке. Био је чест гост на европским и америчким сценама.
Поред представа, режирао је опере.
О његовом раду је 2004. објављена монографија Коста Спаић - живот и дјело.

## Награде
- Награда Бојан Ступица

## Преводи
- Цоломбе и Покус или кажњена љубав[2]
- Вјештице из Салема[2]
- Сјећање на два понедјељка[2]
- Поглед с моста[2]
- Непријатељ народа[2]
- Травиата[2]

## Изабрана театрографија
- Албатрос, 05.11.1959, Београд, Југословенско драмско позориште[4]
- ЗАШТО ПЛАЧЕШ ТАТА... ИЛИ СРЕЋНА НОВА ГОДИНА, 03.12.1959, Београд, Атеље 212[4]
- Покус, 07.05.1965, Суботица, Народно позориште у Суботици[4]
- Столице[2]
- Антигона[2]
- Крвава свадба[2]
- Скуп[2]
- Дундо Мароје[2]
- Марин Држић[2]
- Пијесак и пјена[2]
- Садко[2]